# اس‌ام‌اس آرمنیوس
اس‌ام‌اس آرمنیوس (به انگلیسی: SMS Arminius) یک کشتی بود که طول آن ۶۳٫۲۱ متر (۲۰۷ فوت ۵ اینچ) بود. این کشتی در سال ۱۸۶۴ ساخته شد.